# Kozuka
Kozuka (jap. 小柄 ko-zuka) – japoński nóż niewielkich rozmiarów, umieszczany razem ze szpilą kōgai (lub wari-kōgai) na pochwie (saya) samurajskiego miecza, np. katany.

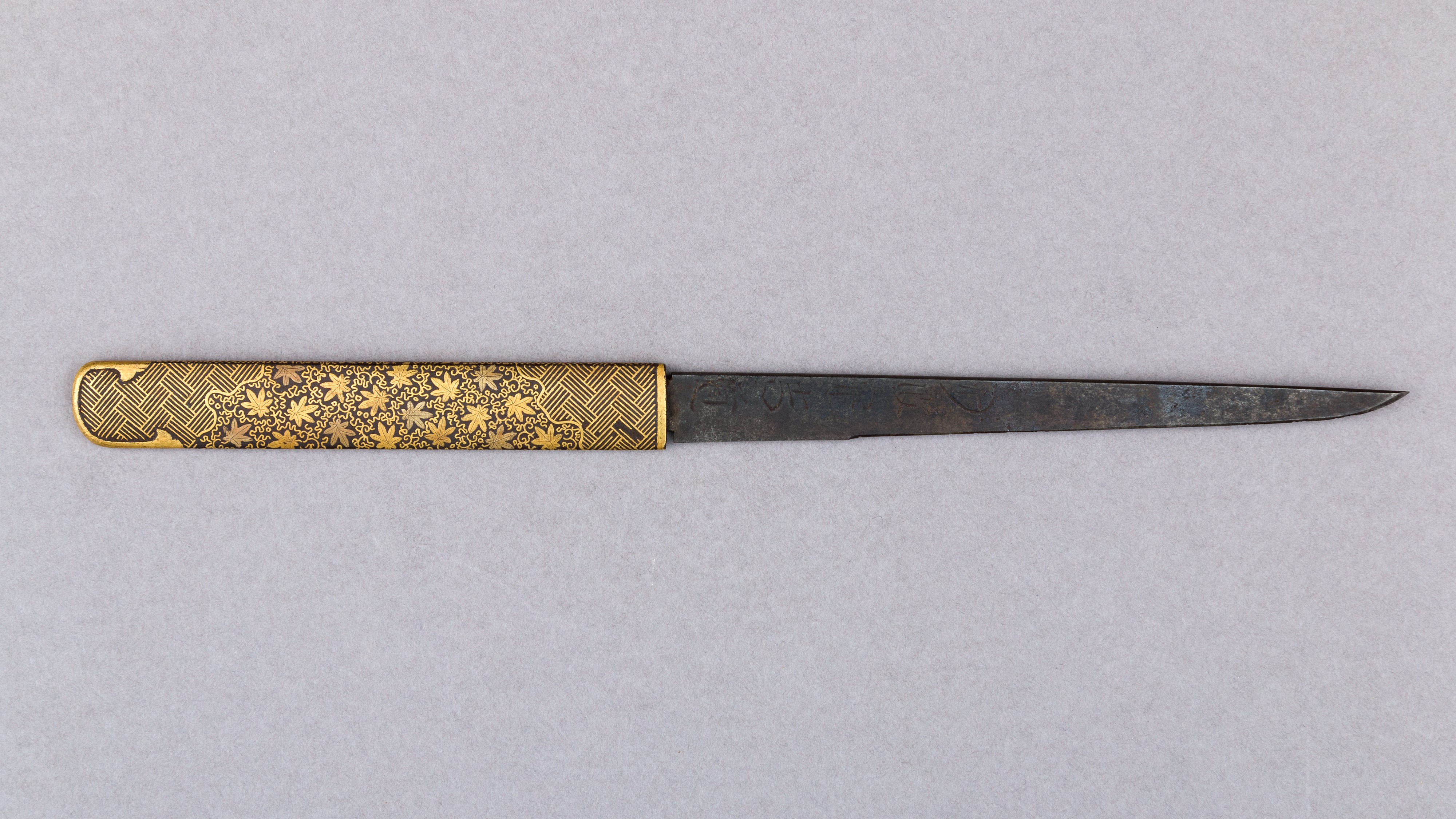
Kozuka

Nazwa kozuka (dosł. „mały uchwyt”, „mała rękojeść”) oznacza tylko uchwyt (często ozdobny) małej broni pomocniczej, noża. Rzeczywisty nóż nazywa się ko-gatana (dosł. „mały miecz”, ok. 20 cm długości).